# Friedhof Peseckendorf

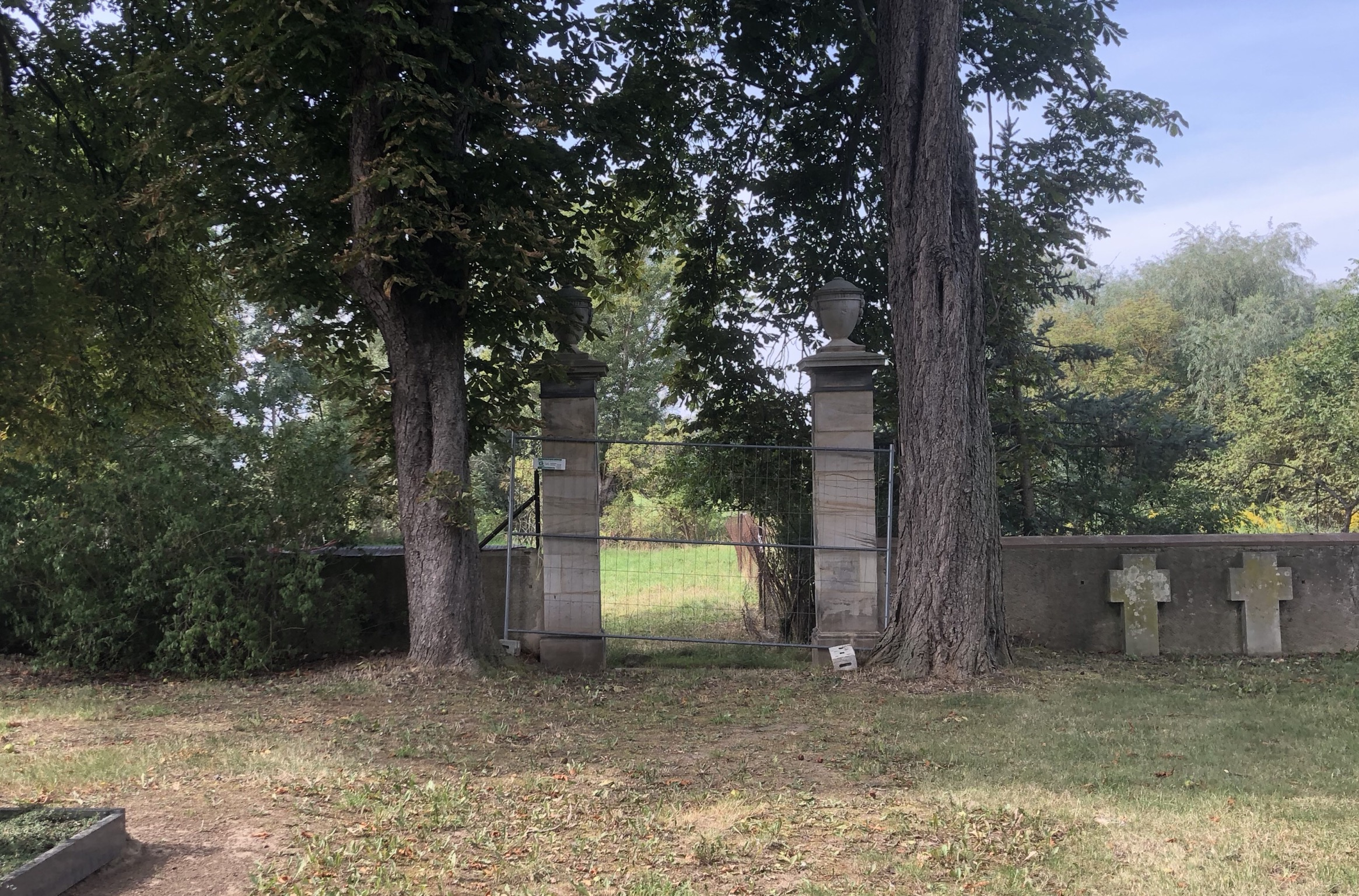
Blick vom Friedhof auf das westliche Tor

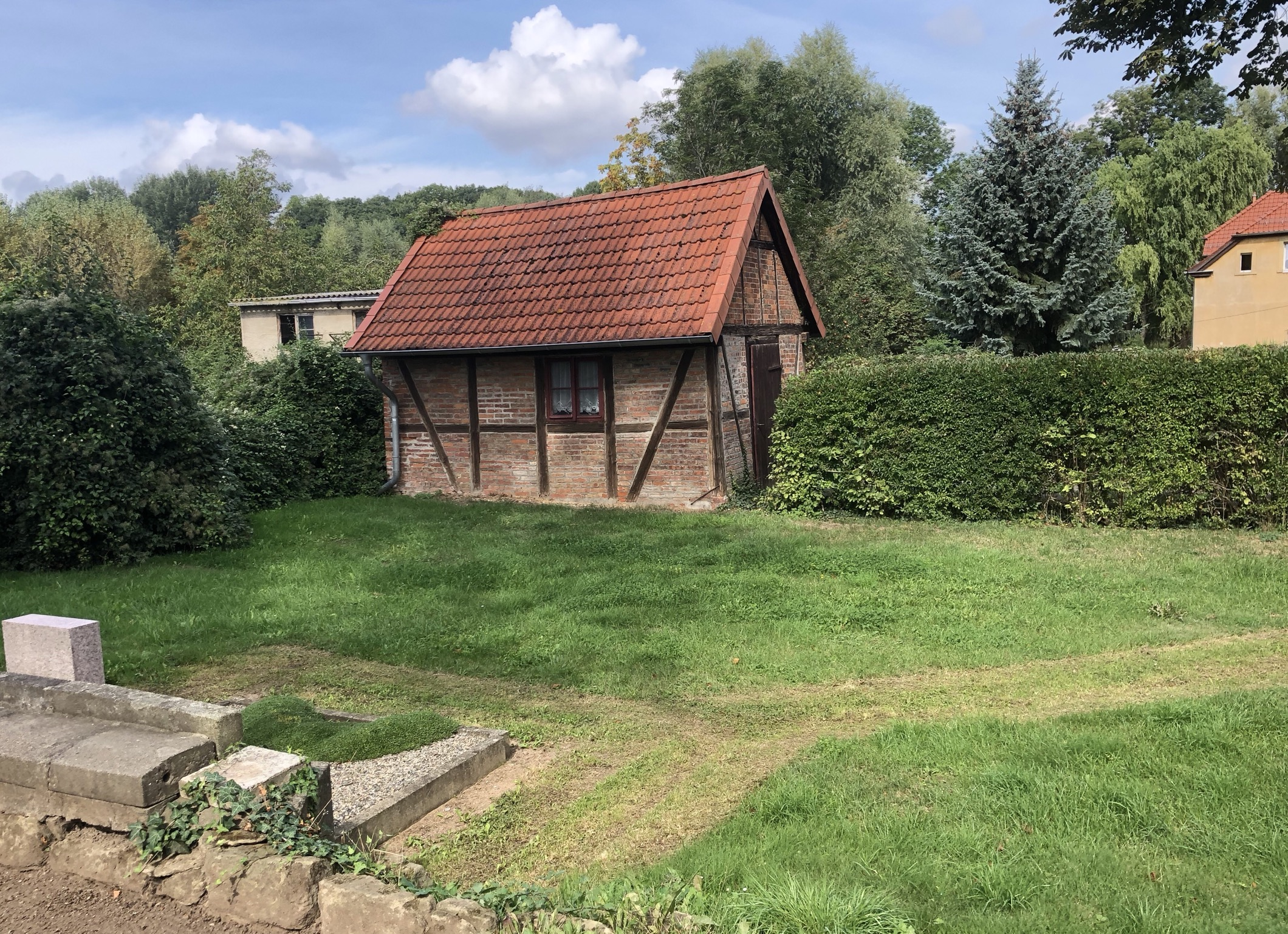
Friedhofsgebäude

Der Friedhof Peseckendorf ist ein denkmalgeschützter Friedhof im zur Stadt Oschersleben (Bode) gehörenden Dorf Peseckendorf in Sachsen-Anhalt.
Er befindet sich am südlichen Ortsrand von Peseckendorf, südlich der Kastanienallee.
Bemerkenswert ist das Tor an der Westseite des Friedhofs. Es wird von zwei Sandsteinpfeilern flankiert, die möglicherweise bereits aus dem 19. Jahrhundert stammen. Der Sandstein stammt aus einem Steinbruch bei Ummendorf. 2017 wurden die Pfeiler im Auftrag des Peseckendorfer Heimatvereins abgebaut und von der Halberstädter Firma für Architektur und Denkmalpflege für 5000 € gereinigt und repariert. Zugleich wurden die ursprünglich auf den Pfeilern thronenden, jedoch herabgestürzten Vasen geborgen. Nach vier Wochen erfolgte dann der Wiederaufbau auf erneuertem Fundament. Die Vasen wurden wieder auf die Pfeiler gesetzt. Auf einer der Vasen ist eine stilisierte Flamme oder Blüte erhalten geblieben. Das gusseiserne Tor selbst war seit etwa den 1920er Jahren verschlossen, bis 2017 eine Sanierung begann. Derzeit (Stand 2019) ist es noch nicht wieder an seinem Platz.
Am Ostende des Friedhofs besteht das an die Gefallenen Peseckendorfs im Ersten und Zweiten Weltkrieg und zwei von der SS erschossene KZ-Häftlinge erinnernde Kriegerdenkmal Peseckendorf.
Im örtlichen Denkmalverzeichnis ist der Friedhof unter der Erfassungsnummer 094 11893 als Baudenkmal eingetragen.